# Alfredo Campos
Alfredo Ramón Campos (Montevideo, 18 de febrero de 1880 - 1970) militar, historiador, escritor, y arquitecto uruguayo.

## Biografía

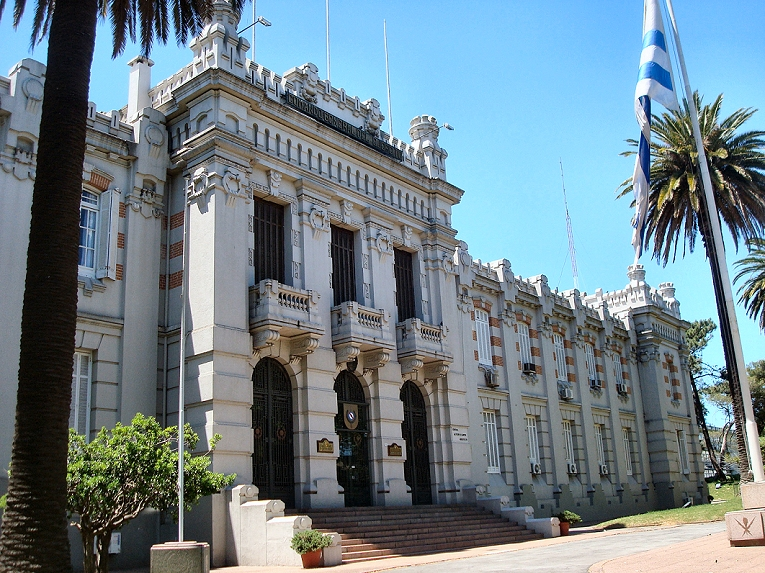
Comando del Ejército (ex-Escuela Militar) en Montevideo, Uruguay. Obra del Gral. Arq. Alfredo R. Campos.

Sus padres fueron Ramón Campos y Eulalia Campos. Ingresó en 1895 a la Escuela Militar egresando en 1897 como Alférez y de la Facultad de Matemáticas de la Universidad de la República egresó como Arquitecto en 1906. En la guerra civil uruguaya de 1904, ocupó el rol de oficial de ametralladoras
Ocupó en dos ocasiones la titularidad del Ministerio de Defensa Nacional. También integró el Consejo de Estado de 1942.
Diseñó numerosos edificios públicos, varios de ellos en el ámbito militar, como el Cuartel de Artillería N.º 5. Procuró consolidar un lenguaje de referencia historicista, ligado preferentemente a la herencia española; perfil teórico en cuya definición y difusión Campos jugó un papel protagónico (tal su intervención en el Congreso Panamericano de Arquitectos celebrado en Montevideo en 1920) y al que seguiría fiel durante toda su vida.
Fue importante su actuación, conjuntamente con su colega Alfredo Baldomir y el historiador Horacio Arredondo, en la recuperación del Fuerte de San Miguel. Además restauró la casa del Gral. Juan Antonio Lavalleja, actualmente museo.
También integró el tribunal de varios concursos de arquitectura.
Fue nombrado Director de la Escuela Militar el 5 de octubre de 1936.

## Obras
- Cuartel Centenario de Bomberos (proyecto: 1924; declarado Monumento Histórico en 2002).[2]
- Comando General del Ejército.[9]
- Cuartel de Artillería del Cerrito.
- Centro Gallego de Montevideo

## Algunas publicaciones
- 1999. Recuerdos desvaídos. Editor Instituto Histórico Militar Gral. José Artigas, 314 pp.

- 1961. Algunos aspectos pretéritos de la arquitectura militar en el Uruguay. Edición reimpresa de Impr. Comercial, 29 pp.

- 1959. La organización defensiva de las fronteras coloniales de lo que habría de ser en el tiempo el Estado Oriental del Uruguay: Conferencia pronunciada en el Instituto Histórico y Geográfico del Uruguay, el 18 de junio de 1957, al incorporarse como miembro de número. Editor Impr. Nacional, 91 pp.

- 1954. Misión de paz en el Chaco Boreal. Vols. 1-2. Biblioteca General Artigas Obras. Editor Centro Militar

- 1952. Un episodio de la Segunda Guerra Mundial en aguas territoriales de la República Oriental del Uruguay. Vol. 10. Editor Centro Militar, 198 pp

- 1948. El Aeropuerto Nacional de Carrasco. 64 pp.

## Homenajes
- El Día del Patrimonio de 1998 homenajeó al Gral. Arq. Campos.[10]
- En 2010, el Ejército Nacional de Uruguay le rindió homenaje, anticipándose a los festejos del Bicentenario.[9]

### Eponimia
- Septiembre de 1999: designa el Congreso de la Nación "General de División (Arq.) Alfredo R. Campos" el Edificio del Cuartel de Artillería del Cerrito, sede del Grupo de Artillería 155 mm N.º 5 del Comando General de Ejército[11]